# کریس وارن (بسکتبال، زاده ۱۹۸۱)
کریس وارن (انگلیسی: Chris Warren؛ زادهٔ ۱۹ ژانویهٔ ۱۹۸۱) بازیکن بسکتبال اهل ایالات متحده آمریکا است.
از باشگاه‌هایی که در آن بازی کرده‌است می‌توان به سیبونا زاگرب اشاره کرد.